# Pseudothalestris assimilis
Pseudothalestris assimilis är en kräftdjursart som beskrevs av Georg Ossian Sars. Pseudothalestris assimilis ingår i släktet Pseudothalestris och familjen Thalestridae. Inga underarter finns listade i Catalogue of Life.